# Więzadło skokowo-strzałkowe przednie

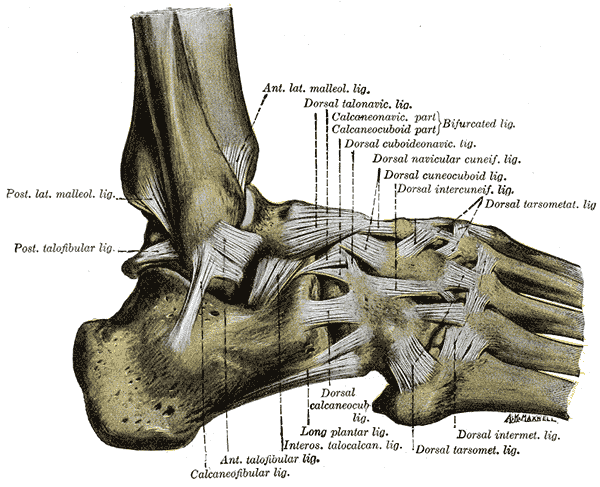
Więzadła stopy – widok z boku. Więzadło skokowo-strzałkowe przednie (ant. talofibular lig) znajduje się w centrum grafiki, nieco po stronie lewej.

Więzadło skokowo-strzałkowe przednie (łac. ligamentum talofibulare anterius) – w anatomii człowieka jedno z więzadeł stawu skokowego górnego. Więzadło przyczepia się do przedniego brzegu kostki bocznej, biegnie do przodu i przyśrodkowo. Przyczep końcowy znajduje się na przednim brzegu bocznej powierzchni stawowej bloczka kości skokowej.